# (500104) 2012 BW82
(500104) 2012 BW82 es un asteroide perteneciente al cinturón de asteroides, descubierto el 10 de mayo de 2005 por el equipo del Spacewatch desde el Observatorio Nacional de Kitt Peak, Arizona, Estados Unidos.

## Designación y nombre
Designado provisionalmente como 2012 BW82.

## Características orbitales
2012 BW82 está situado a una distancia media del Sol de 2,434 ua, pudiendo alejarse hasta 2,852 ua y acercarse hasta 2,015 ua. Su excentricidad es 0,172 y la inclinación orbital 4,847 grados. Emplea 1387,14 días en completar una órbita alrededor del Sol.

## Características físicas
La magnitud absoluta de 2012 BW82 es 17,8.